# Corinna peninsulana
Corinna peninsulana is een spinnensoort uit de familie van de loopspinnen (Corinnidae).
De wetenschappelijke naam van de soort werd in 1898 gepubliceerd door Nathan Banks.